# Гуго Штрунц
Карл Гуго Штрунц (нім. Karl Hugo Strunz; 24 лютого 1910 року, Вайден, Верхній Пфальц — 19 квітня 2006 року, Унтервессен) — німецький мінералог, творець однієї з найпопулярніших систем класифікації корисних копалин.
Штрунц розробив класифікацію мінералів, яка базується на їх хімічному складі та кристалічній структурі, яка зараз відома як класифікація мінералів Нікеля — Штрунца. Вперше вона була опублікована в 1941 році. Суттєво перероблена та вдосконалена редакція була опублікована в 1966 році спільно з Крістель Теннісон. 9-те видання було опубліковано в 2001 році спільно з Ернестом Генрі Нікелем.
Штрунц був одним із засновників Міжнародної мінералогічної асоціації та очолював Комісію з мінеральних даних у 1958–1970 роках. Був віце-президентом IMA в 1964—1970 роки, президентом - у 1970—1974 рр. 
Опублікував понад 200 наукових праць і кілька книг, переважно про класифікацію мінералів і кристалохімію.
Здійснив багато наукових експедицій до більшості країн Європи, Мадагаскару, Намібії, Зімбабве та Танзанії.
Відкрив 14 нових мінералів, серед яких худобаїт, флейшерит, гагендорфіт, лауеїт, ліандратит, петшекіт і странськіїт.
Мінерали штрунцит, фери-штрунцит, феро-штрунцит і цинко-штрунцит названі на його честь.